# Epipristis parvula
Epipristis parvula är en fjärilsart som beskrevs av Walker 1860. Epipristis parvula ingår i släktet Epipristis och familjen mätare. Inga underarter finns listade i Catalogue of Life.